# Fürstenauer Heide und Grenzwiesen Fürstenau
Fürstenauer Heide und Grenzwiesen Fürstenau este o arie protejată (arie specială de conservare — SAC, sit de importanță comunitară — SCI) din Germania întinsă pe o suprafață de 522 ha, integral pe uscat.

## Localizare
Centrul sitului Fürstenauer Heide und Grenzwiesen Fürstenau este situat la coordonatele 50°44′07″N 13°48′49″E / 50.7353°N 13.8136°E.

## Înființare
Situl Fürstenauer Heide und Grenzwiesen Fürstenau a fost declarat sit de importanță comunitară în august 2000 pentru a proteja 1 specie de animale. Situl a fost protejat și ca arie specială de conservare în aprilie 2011.

## Biodiversitate
Situată în ecoregiunea continentală, aria protejată conține 7 habitate naturale: Cursuri de apă de la nivel de câmpie la nivel montan, cu vegetație Ranunculion fluitantis și Callitricho-Batrachion, Formațiuni ierboase bogate în specii de Nardus, dezvoltate pe substraturi silicioase în zone montane (și în zone submontane, în Europa continentală), Liziere de ierburi înalte hidrofile de câmpie și de nivel montan până la alpin, Fânețe montane, Mlaștini turboase de tranziție și turbării mișcătoare, Mlaștini împădurite, Păduri acidofile de Picea de la nivel montan la nivel alpin (Vaccinio-Piceetea).
La baza desemnării sitului se află o specie protejată de  mamifere: râs eurasiatic (Lynx lynx)